# Svēte
Švėtė (lotyšsky Svēte) je řeka na severu Litvy (46,4 km) a jihu Lotyšska (68,5 km), levý přítok řeky Lielupe, do které se vlévá 60,9 km od jejího ústí do Baltského moře, 8 km na severozápad od města Jelgava. Teče zpočátku směrem severoseverovýchodním, u vsi Čeponiai se stáčí na východoseverovýchod, u vsi Valakai ostře k západu a po 1,5 km ostře k severovýchodu, u vsi Mikaičiai pozvolna k severu, až nedaleko hranic s Lotyšskem kde se u obce Raistai stáčí paralelně s hranicí k severovýchodu, protéká mezihradišti Žvelgaičio a Raktuvės a vzápětí pohraničním městem Žagarė, od jehož severovýchodního okraje tvoří 3,1 km úsek Litevsko-lotyšské státní hranice. Zbývajících 68,5 km teče ve směru celkově severoseverovýchodním již na území Lotyšska. U městysu Augstkalne protéká rybníkem, dále dvěma rybníky v Ziedkalne a Mūrmuiži, zde se po soutoku s řekou Vilkija-Vilce stáčí k severu a protéká málo obydleným územím až do vsi Ūziņi, odkud opět protéká více obydlenou krajinou. Nedaleko před soutokem protéká městem
Jelgava.

## Sídla při řece
Tulminai, Čeponiai, Valakai, Mimaičiai, Taručiai, Gaižaičiai, Tarbūčiai (kostel), Raistai, Mincaičiai, Žvelgaičiai, Žagarė (v Litvě); Augstkalne, Dzeguzēni, Ziedkalne, Mūrmuiža, Ūziņi, Putrēnciems, Muzikanti, Jēkabnieki, Vētras, Svēte, Jelgava

## Přítoky

### Levé
- v Litvě:

| Hydrologické pořadí | Řeka          | Délka (km) | Povodí (km²) | Vzdálenost od ústí (km) | Ústí kde | Koordináty ústí |
| ------------------- | ------------- | ---------- | ------------ | ----------------------- | -------- | --------------- |
| 40010327            | Šiūžė         | 2,1        | 1,6          | 105,8                   |          |                 |
| 40010329            | Šakyna        | 10,2       | 23,8         | 102,9                   |          |                 |
| 40010335            | Š – 9         | 3,0;       | 1,8          | 102,1                   |          |                 |
| 40010336            | Žarė          | 17,8       | 36,6         | 100,4                   |          |                 |
| 40010339            | Š – 7         | 7,4        | 9,2          | 98,2                    |          |                 |
| 40010343            | Š – 5         | 3,4        | 2,4          | 95,0                    |          |                 |
| 40010344            | Š – 3         | 5,7        | 11,5         | 93,5                    |          |                 |
| 40010346            | Š – 1         | 3,1        | 3,0          | 91,3                    |          |                 |
| 40010347            | Krūtės upelis | 3,3        | 5,9          | 88,9                    |          |                 |

- v Lotyšsku (pořadí může být chybně)

| Hydrologické pořadí | Řeka             | Délka (km) | Povodí (km²) | Vzdálenost od ústí (km) |
| ------------------- | ---------------- | ---------- | ------------ | ----------------------- |
|                     | Vilpleķu strauts |            |              |                         |
|                     | Smirda           |            |              |                         |
|                     | Kaņņu strauts    |            |              |                         |
| 40010375            | Tērvete          | 62,6       | 444,4        | 11,3                    |
|                     | Bērze            |            |              |                         |
| 40010376            | Auce             | 91,0       | 1135,6       | 7,6                     |

### Pravé
- v Litvě:

| Hydrologické pořadí | Řeka        | Délka (km) | Povodí (km²) | Vzdálenost od ústí (km) | Ústí kde | Koordináty ústí                 |
| ------------------- | ----------- | ---------- | ------------ | ----------------------- | -------- | ------------------------------- |
| 40010321            | Š – 6       | 5,5        | 5,5          | 114,9                   |          |                                 |
| 40010323            | Š – 4       | 2,2        | 2,0          | 112,0                   |          |                                 |
| 40010324            | Š – 2       | 2,7        | 2,3          | 109,1                   |          |                                 |
| 40010325            | Žvarilas    | 7,3        | 9,7          | 106,9                   |          |                                 |
| 40010328            | Bukiškis    | 10,2       | 9,3          | 105,0                   |          |                                 |
| 40010341            | Juodupis I  | 4,6        | 7,2          | 97,5                    |          |                                 |
| 40010342            | Juodupis II | 7,0        | 11,2         | 96,1                    |          |                                 |
| 40010348            | Katmilžis   | 5,0        | 8,1          | 85,5                    |          |                                 |
| 40010351            | Žiurelis    | 4,4        | 8,9          | 77,1                    |          | 56°20′59″ s. š., 23°4′32″ v. d. |

- v Lotyšsku

| Hydrologické pořadí | Řeka          | Délka (km) | Povodí (km²) | Vzdálenost od ústí (km) |
| ------------------- | ------------- | ---------- | ------------ | ----------------------- |
|                     | Galiņu grāvis |            |              |                         |
| 40010352            | Vilkija-Vilce | 42,8       | 314,6        | 48,5                    |

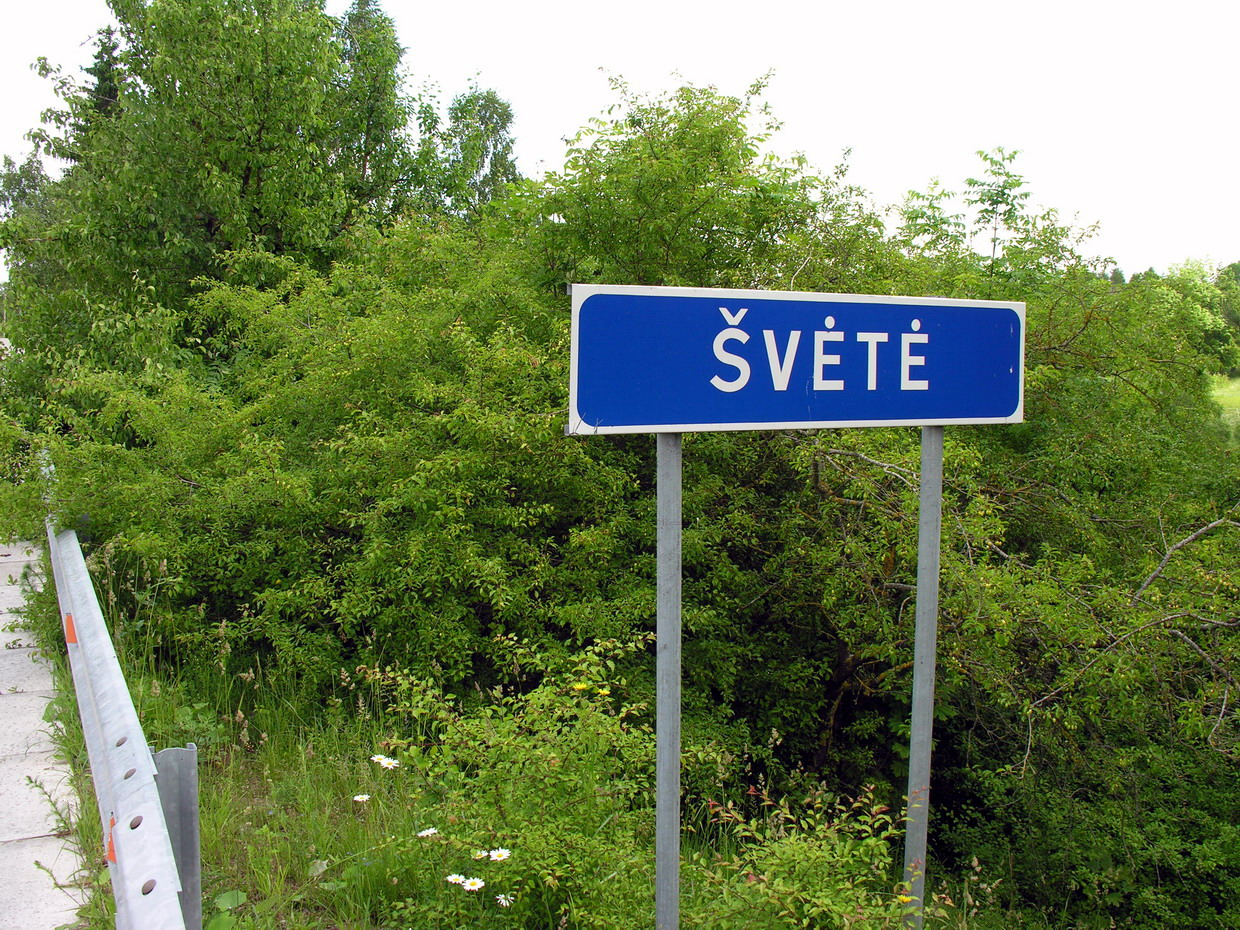
Most přes řeku ve městě Žagarė
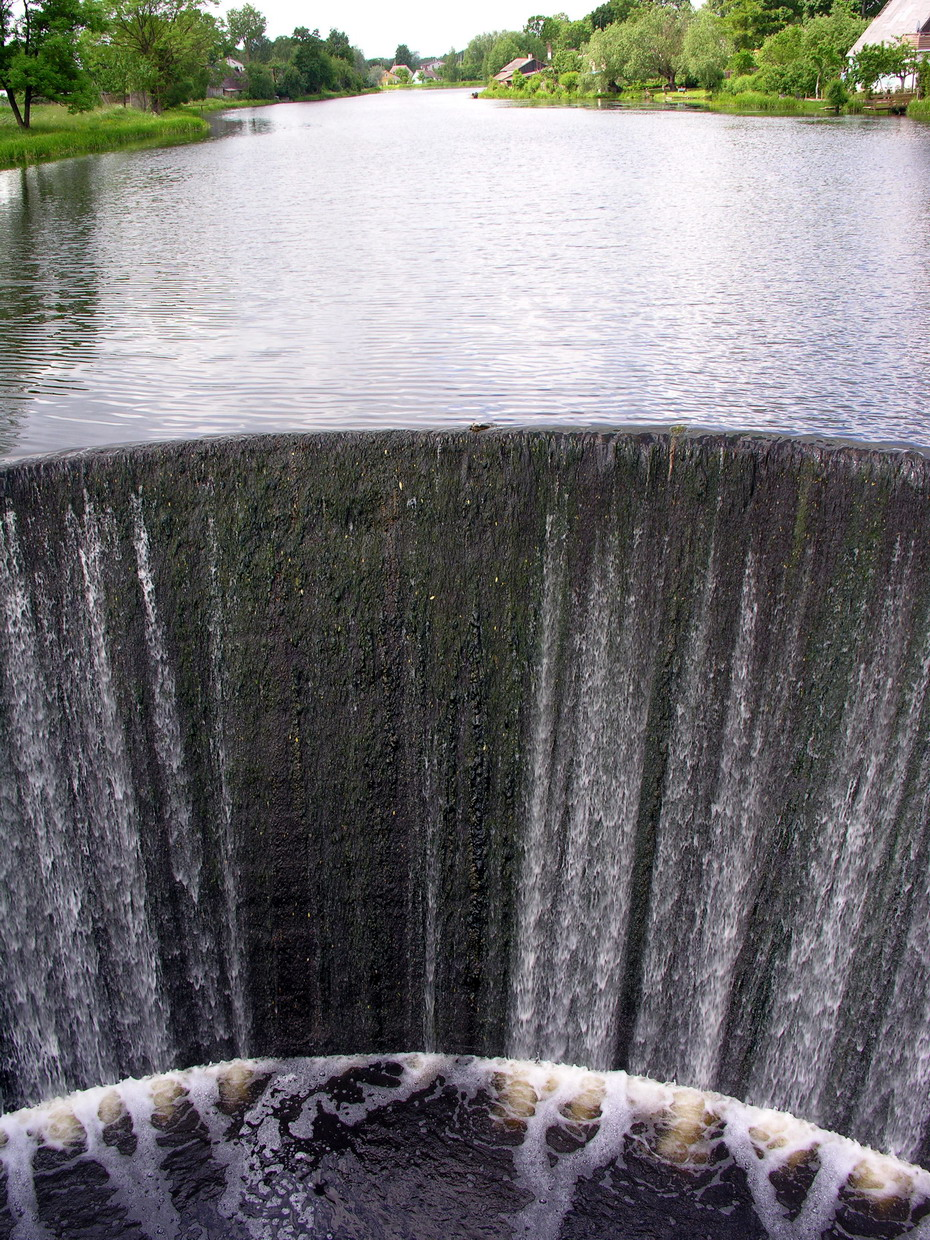
Švėtė u města Žagarė
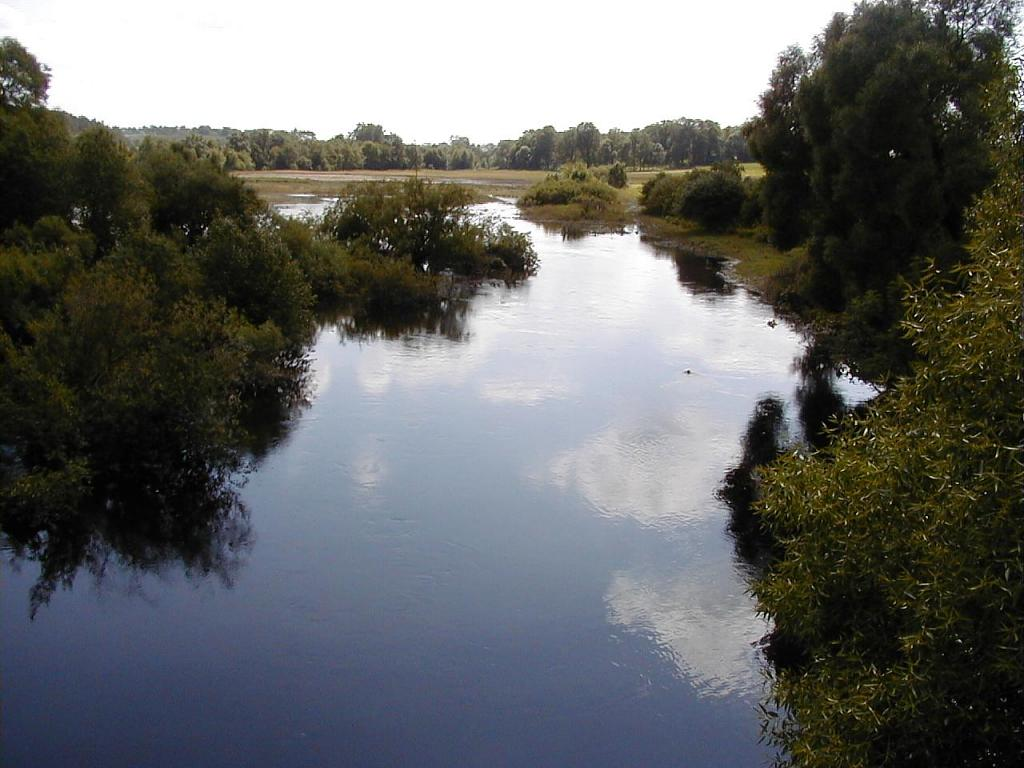
Švėtė u vsi Ūziņi v Lotyšsku